# John Painter
John Painter (20 september 1888 – 1 maart 2001) was een Amerikaans supereeuweling en de oudste levende man ter wereld gedurende bijna anderhalf jaar.

## Levensloop
Painter werd geboren in 1888 in Jackson County (Tennessee). In 1917 vocht hij mee met het Amerikaanse leger in de Eerste Wereldoorlog. In 1920 huwde hij met Gillie Watson. Hij overleed in 2001 op 112-jarige leeftijd. Op 19 november 1999 werd Painter erkend als oudst nog levende veteraan van de Eerste Wereldoorlog.